# Lixus

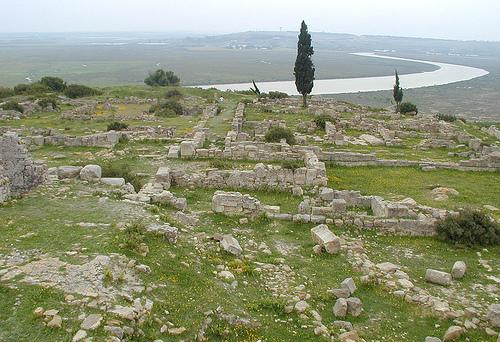
Ruinas de Lixus.

Lixus es un antiguo asentamiento costero situado a unos 3 km al norte de la ciudad de Larache, en noroeste de Marruecos, en la orilla derecha del estuario del río Lucus o Loukkos.
La ubicación fue de una de las principales ciudades de la provincia romana de Mauritania Tingitana. Esta ciudad se encuentra rodeada por colinas que están bordeadas al norte y al este por un bosque de alcornoques.

## Historia
Fundado por los fenicios, quizá en el siglo VII a. C., quedó más tarde en manos de los cartagineses, con los que consolidó su importancia como puesto comercial para la navegación en el Atlántico. Plinio el Viejo, en su Historia Natural señala la existencia en Lixus de un templo dedicado al dios fenicio Melkart. Tras la destrucción de Cartago, Lixus mantuvo su importancia, quedando en manos de los reyes mauritanos, de entre los que destacó Juba II, que renovó la ciudad. Con la anexión de Mauritania por Roma en el año 40, Lixus recibió el estatus de colonia imperial, formando parte de la provincia de Mauritania Tingitana. Lixus alcanzó una época de esplendor durante el reinado del emperador Claudio, como puerto exportador de aceite de oliva, sal y garum.
La decadencia del poder romano en la zona, ya que en el año 285 todas las posesiones romanas al sur del río Lucus fueron abandonadas por el emperador Diocleciano, causó el ocaso de Lixus, convertida en ciudad fronteriza. Parece ser que la ciudad fue abandonada en el siglo V, con el colapso del poder romano en la zona.
La colmatación del estuario del río hizo que el puerto se trasladara a Larache en el curso de la Edad Media, quedando Lixus como un centro menor, dotado, sin embargo, de una mezquita.

## Trabajos arqueológicos
En lo referente a las investigaciones arqueológicas destacan los trabajos del arqueólogo español  Miguel Tarradell quien realizó las primeras excavaciones en 1947, desarrollando las primeras dataciones estratigráficas sobre el yacimiento de Lixus. A su vez destacó un "paralelismo cultural" entre las dos orillas del estrecho de Gibraltar y su vinculación con Oriente. 
Si bien es cierto que previamente se habían realizado varios trabajos como es el caso de H. de la Martiniere, quien según los documentos descubrió la primera inscripción en lengua púnica.
Antes de proceder las excavaciones se realizaron trabajos previos además de recurrir a la información recopilada en las fuentes como es en este caso, los textos grecolatinos. En 1895 el vicecónsul español Cuevas informó de la existencia del yacimiento de Lixus. 
Más adelante en 1923 se emprendieron extensas explotaciones a manos del arqueólogo español César Luis de Montalban y Mazas, quien descubrió ciertas tumbas. Posteriormente, en 1929, publicó el trabajo “Estudios de las canteras de Lixus”. Gracias a esos avances previos a comienzos del siglo XX pudieron realizar grandes adelantos en las excavaciones a partir de la segunda mitad.
Encontramos también trabajos realizados por el arqueólogo español Manuel Fernández Miranda y Mohammed Habibi encargados de realizar un estudio protohistórico del yacimiento quienes realizan un balance de la importancia histórica de la ciudad de Lixus en la Antigüedad, a la luz de la información obtenida a través de las fuentes literarias. Un trabajo que se encuentra dividido en tres partes según los datos: En primer lugar los hallazgos en mauritania, tanto en los niveles de las estructuras, como la estratigrafía fechada entre el 200/175 a. C. con un mobiliario cerámico considerable. La segunda parte corresponde a los niveles púnico-mauritanos correspondiente a los siglos V-III a. C. Y en tercer lugar los hallazgos fenicios, que se dividen en dos partes: Por un lado una fase anterior a las estructuras arquitectónicas fenicias y por otra parte, otra fase completamente fenicia fechada a partir del primer cuarto del siglo VII a. C.
También de Lixus procede un colgante de cestillo en plata similar a los que se han encontrado en las necrópolis de la región de Tánger.

## Excavaciones y monumentos

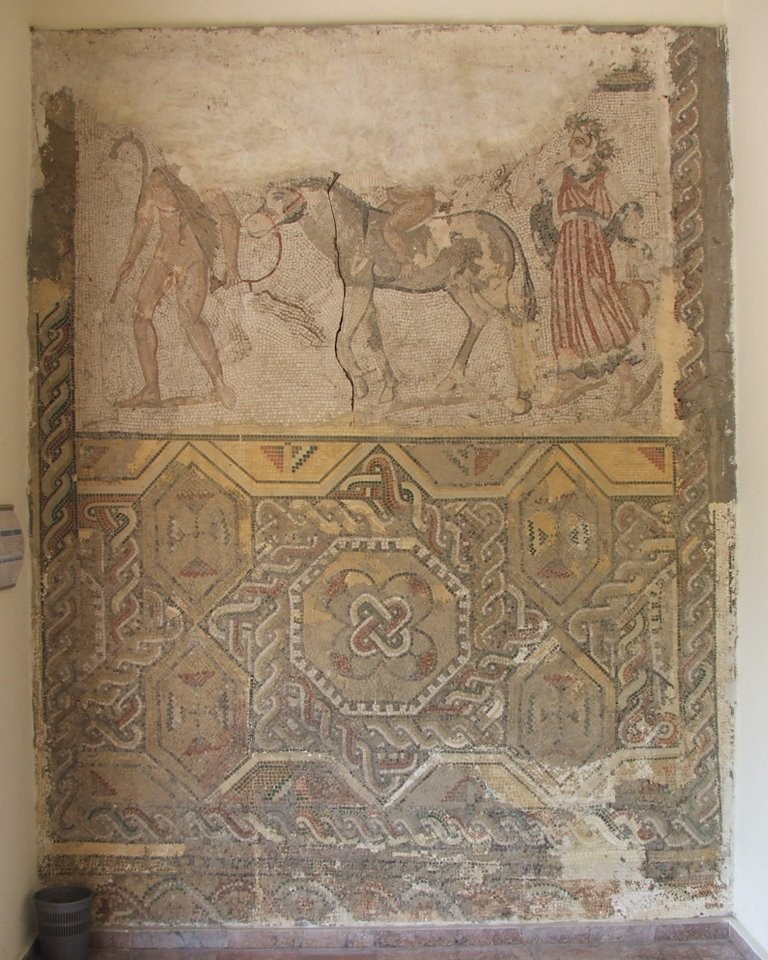
Mosaico procedente de Lixus depositado en el Museo Arqueológico de Tetuán (Marruecos).

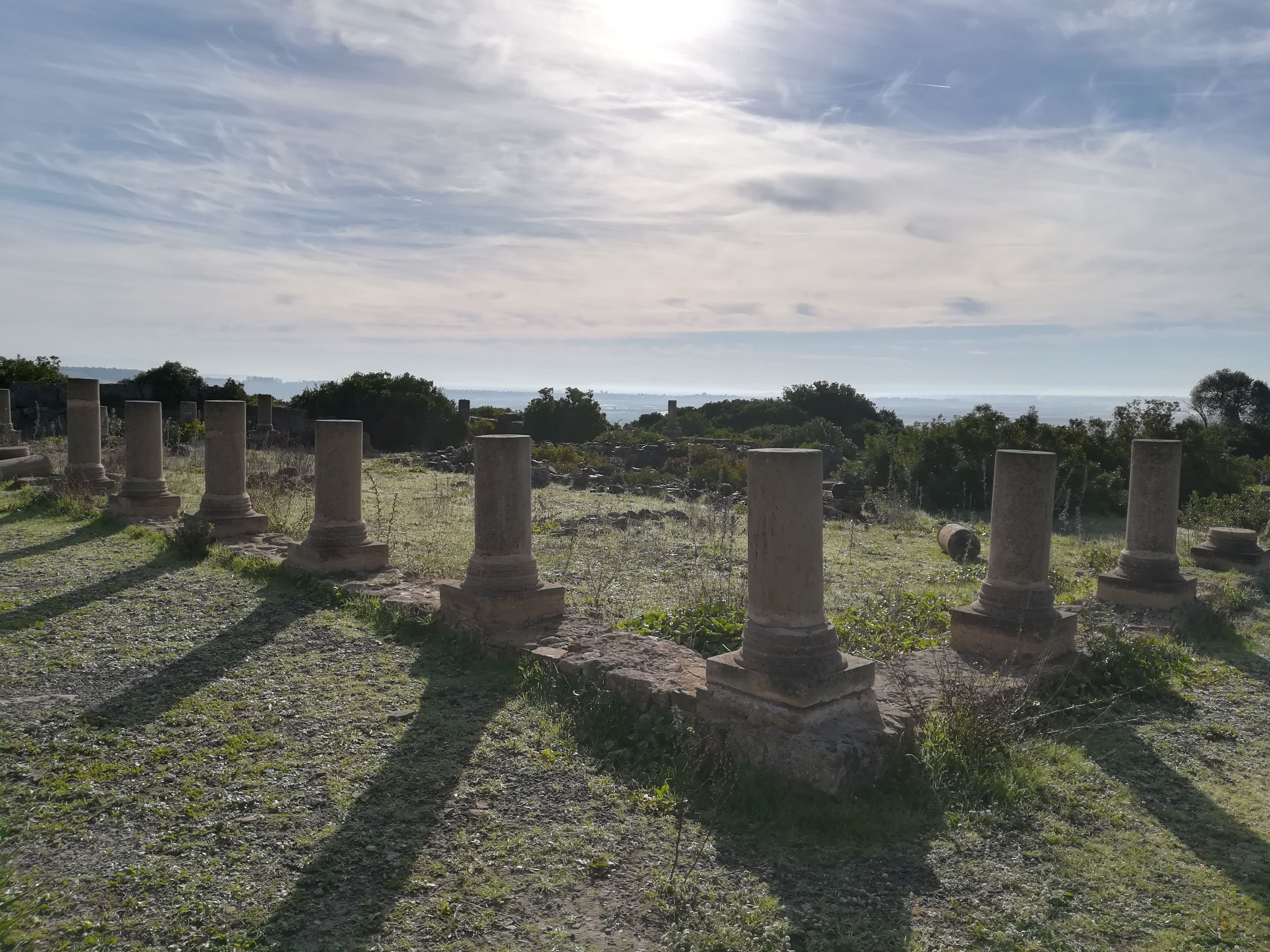
Columnas de Lixus.

Aunque excavado parcialmente, el yacimiento arqueológico de Lixus se encuentra en un estado de relativo abandono, especialmente comparado con el de Volubilis. Destacan las termas, construidas a mediados del siglo I después de la destrucción de la ciudad mauritana, un anfiteatro, una fábrica de garum y una serie de domus con mosaicos geométricos y figurados, conservados en su mayor parte en el Museo Arqueológico de Tetuán.

## Museo
El museo alberga los hallazgos realizados en Lixus (a 4 km de Larache). La exposición abarca todos los periodos de la historia del lugar, desde la época fenicia hasta la época islámica.
Su colección está compuesta por muestras de la cerámica utilizada en la vida cotidiana (cerámica de marcada influencia cartaginesa), jarrones, lámparas helenísticas, utensilios importados desde Roma, cerámica roja (cántaros y lámparas de aceite), balsameras de cristal, mosaicos, herramientas de construcción, objetos utilizados para la decoración de las casas, ruedas de molino, útiles de pesca, pesos de medidas y una importante colección de monedas (la mayor parte de ellas de bronce) que datan de las épocas fenicia, cartaginesa, mauritana y romana.